# EA Playground
EA Playground é um jogo de video game lançado para o Nintendo DS e Wii pela Eletronic Arts. O jogo é semelhante ao Wii Sports. O jogo tem múltiplos reviews.
A jogabilidade do Wii possui um modo singleplayer "campanha" e modo multiplayer estilo "party" que envolve jogos conhecidos. Estão disponiveis no jogo: Queimada, espirobol, corrida de carrinhos, corrida de aviãozinho de papel, tiro de dardos e bola na parede. Outros tipos de jogos vão sendo desbloqueados no modo campanha.
Na versão do Nintendo DS alguns jogos foram inclusos e exclusivos, incluindo Spitballs (o qual utiliza o microfone), Bug Hunt e skate. Ainda são incluidos Queimada, corrida de carrinhos, Kicks (Futebol),Hopscotch, e Trampolining, assim como no Wii, desbloqueadas pelo modo campanha.